# Extraterrestre (film)
Extraterrestre è un film del 2011 diretto da Nacho Vigalondo.
Secondo lungometraggio del regista spagnolo, uscito nelle sale spagnole il 23 marzo 2012. È stato presentato a livello internazionale al Toronto International Film Festival e successivamente al Festival Internazionale del Cinema di San Sebastián, al Festival di Sitges e al Fantastic Fest di Austin.
Le riprese si sono svolte in Cantabria.

## Trama
Julio si sveglia una mattina con un terribile mal di testa in un appartamento insieme a una ragazza splendida, ma è incapace di ricordare gli eventi accaduti la sera prima. Julio si innamora immediatamente della ragazza, Julia, che però non ricambia il suo amore, in quanto sposata. Tutto ciò che lei desidera è che Julio se ne vada dalla sua abitazione, ma si accorgono che è appena iniziata un'invasione aliena e che loro non possono lasciare l'appartamento.

## Riconoscimenti
- 2012 - Festival internazionale del cinema fantastico di Bruxelles
  - Candidatura al Corvo d'Argento per Nacho Vigalondo
- 2012 - Bucheon International Fantastic Film Festival
  - Candidatura al Best of Bucheon per Nacho Vigalondo
- 2011 - Fantastic Fest
  - Premio della giuria al miglior attore a Julián Villagrán
  - Premio della giuria a Sayaka Producciones Audiovisuales
- 2011 - Les Arcs Film Festival
  - Premio Cineuropa a Nacho Vigalondo
  - Candidatura al Crystal Arrow per Nacho Vigalondo